# La Unión (Antioquia)
La Unió és un municipi de Colòmbia, localitzat en la subregió Oriente del departament d'Antioquia. Limita pel nord amb els municipis de la Ceja i El Carmen de Viboral, per l'est amb El Carmen de Viboral, pel sud amb els municipis de Sonsón i Abejorral i per l'oest amb el municipi de la Ceja. Es troba a 57 quilòmetres de la ciutat de Medellín, capital del departament de Antioquia. El municipi posseeix una extensió de 198 quilòmetres quadrats. La seva població el 2015 era de 19.119 hab.